# Лудвиг I (Цигенхайн)
Лудвиг I фон Цигенхайн (на немски: Ludwig I von Ziegenhain; * ок. 1167; † сл. 17 януари 1229) от Дом Цигенхайн, е от 1200 г. до смъртта си граф на Цигенхайн, от 1205 г. също управляващ граф на Нида и от 1200 г. фогт на абатство Фулда.

## Биография
Той е най-малкият, четвърти син, на граф Рудолф II фон Цигенхайн († 1188) и съпругата му Мехтхилд, единствената сестра и наследничка на граф Бертхолд II († пр. 1205) от Графство Нида.
През 1200 г. Лудвиг I наследява по-големия си брат Готфрид II (1156 – 1200) като граф на Цигенхайн и фогт на абатство Фулда. През 1205 г. той наследява чичо си Бертхолд II като граф на Нида.
Лудвиг I е привърженик на Хоенщауфените. От 1198 г. често е около римско-немския крал Филип Швабски. През 1214 г. в Юлих той е свидетел на издаден документ на крал Фридрих II.
Както чичо му Бертхолд II, той прави също дарения на ордена на Йоанитите в Графство Нида. След смъртта му през 1229 г. синовете му Готфрид IV и Бертхолд I управляват първо заедно двете графства.

## Фамилия
Лудвиг I се жени 1205 г. за Гертруд (* ок. 1172; † сл. 1222), вдовица на граф Фридрих III фон Абенберг († 1201). Той има с нея пет деца:
- Готфрид IV († 1250), граф на Цигенхайн и Нида в Нида, ∞ Луитгард фон Дюрн († сл. 1276)
- Бертхолд I († 1258), от 1229 граф на Цигенхайн и Нида в Цигенхайн, фогт на Фулда; ∞ пр. 1248 Айлика фон Текленбург (* ок. 1220; † 1286), дъщеря на граф Ото I
- Буркхарт († 1247), 1247 архиепископ на Залцбург,
- Аделхайд (1229/1232 спомената), ∞ рейнграф Ембрихо III фон Щайн (~1188 – 1241)
- Гертруд (1237 спомената), канониса в манастир Кведлинбург